# Het Wachtje
Het Wachtje (ook bekend als Paviljoen) is een rijksmonument aan het Rijswijkseplein in Den Haag.

## Achtergrond
De nog jonge Nederlandse architect Zeger Reyers werd door financiële steun van koning Lodewijk Napoleon in staat gesteld zijn studie te vervolgen in Parijs. Daar kwam hij in aanraking met de  muur van de Belastingpachters, een serie neoclassicistische accijnshuizen van Claude Nicolas Ledoux. Na zijn terugkeer in Nederland, werd Reyers  in 1819 stadsarchitect van Den Haag.
Tussen 1825 en 1827 bouwde Reyers zijn eigen accijnshuis, later bekend als het Wachtje, aan de Haagweide (nu Rijswijkseplein), deels op het gebied van de tuin van het voormalige leprozenhuis aan Het Zieken. Het was de plaats om invoerrechten (accijnzen) te betalen. Daardoor moest je dus wachten, wat de naam "t wachtje" (in de volksmond) verklaart.
Na afschaffing van de lokale accijnsheffing, stond het enige tijd leeg. In 1870 en 1871 was in Den Haag een epidemie van kinderpokken. Er werd een Vereeniging voor Koepokinenting opgericht, die in het gebouwtje werd gehuisvest. Van 1933 tot 1981 was het Wachtje in gebruik als café-restaurant Paviljoen. Vanaf 1981 was het Circus-, Clowns- en Kermismuseum hier gevestigd, sinds 1986 is het in gebruik als kantoorruimte.

## Beschrijving
Reyers maakte een gebouwtje in neogriekse stijl; het kreeg het uiterlijk van een Grieks tempeltje, met een vooruit springend zadeldak ondersteund door vier Dorische zuilen en een rondboog in het fronton tussen de twee middelste zuilen. Het straatniveau is sinds de bouw aanzienlijk verhoogd, het basement van de zuilen is daardoor nu grotendeels verzonken.
In het midden van de 19e eeuw werden aan weerszijden van het gebouwtje vleugels aangebouwd, die werden ingekort toen het als Paviljoen in gebruik genomen werd. Het pand werd in 1967 als rijksmonument opgenomen in het monumentenregister.

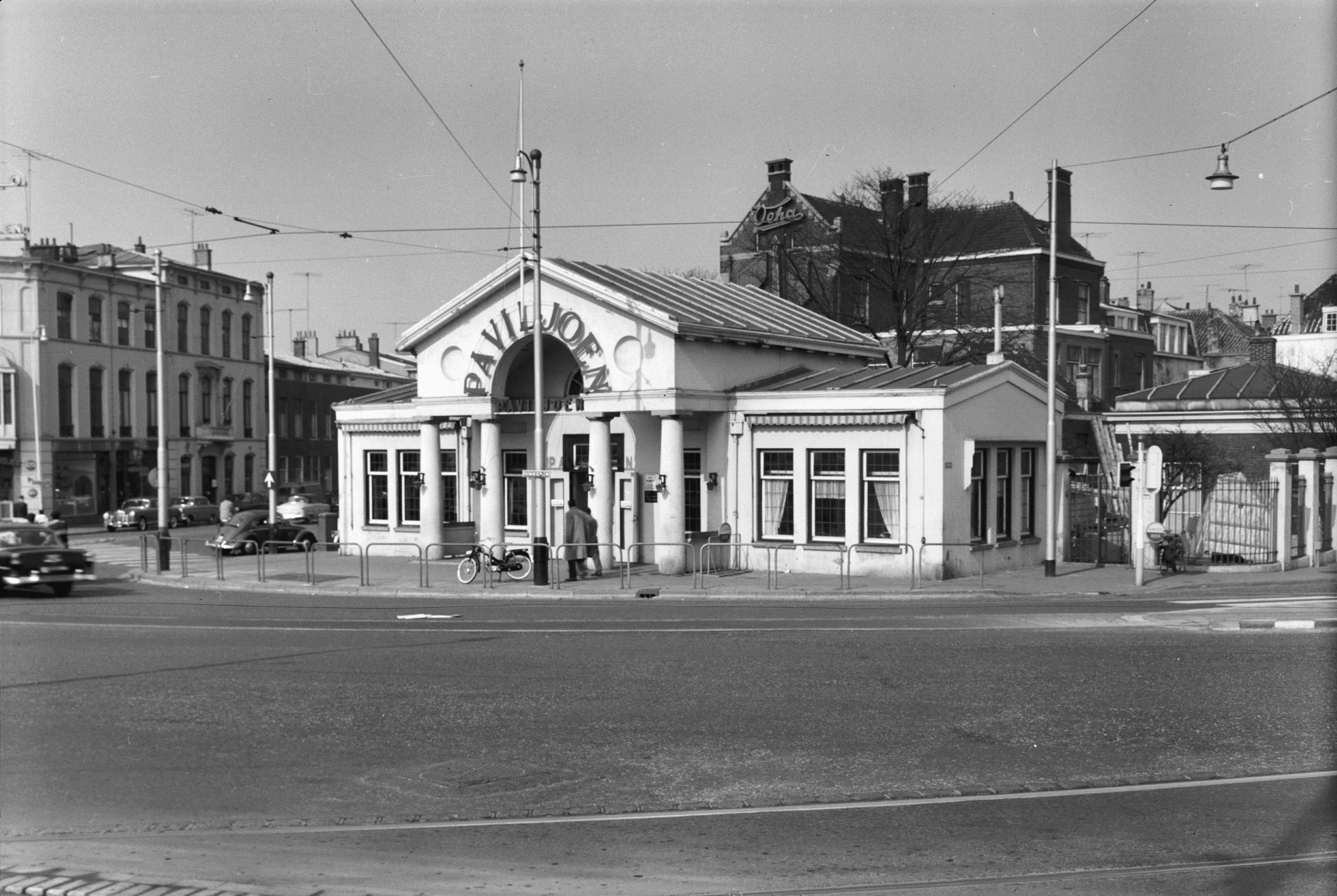
Als Paviljoen in 1963
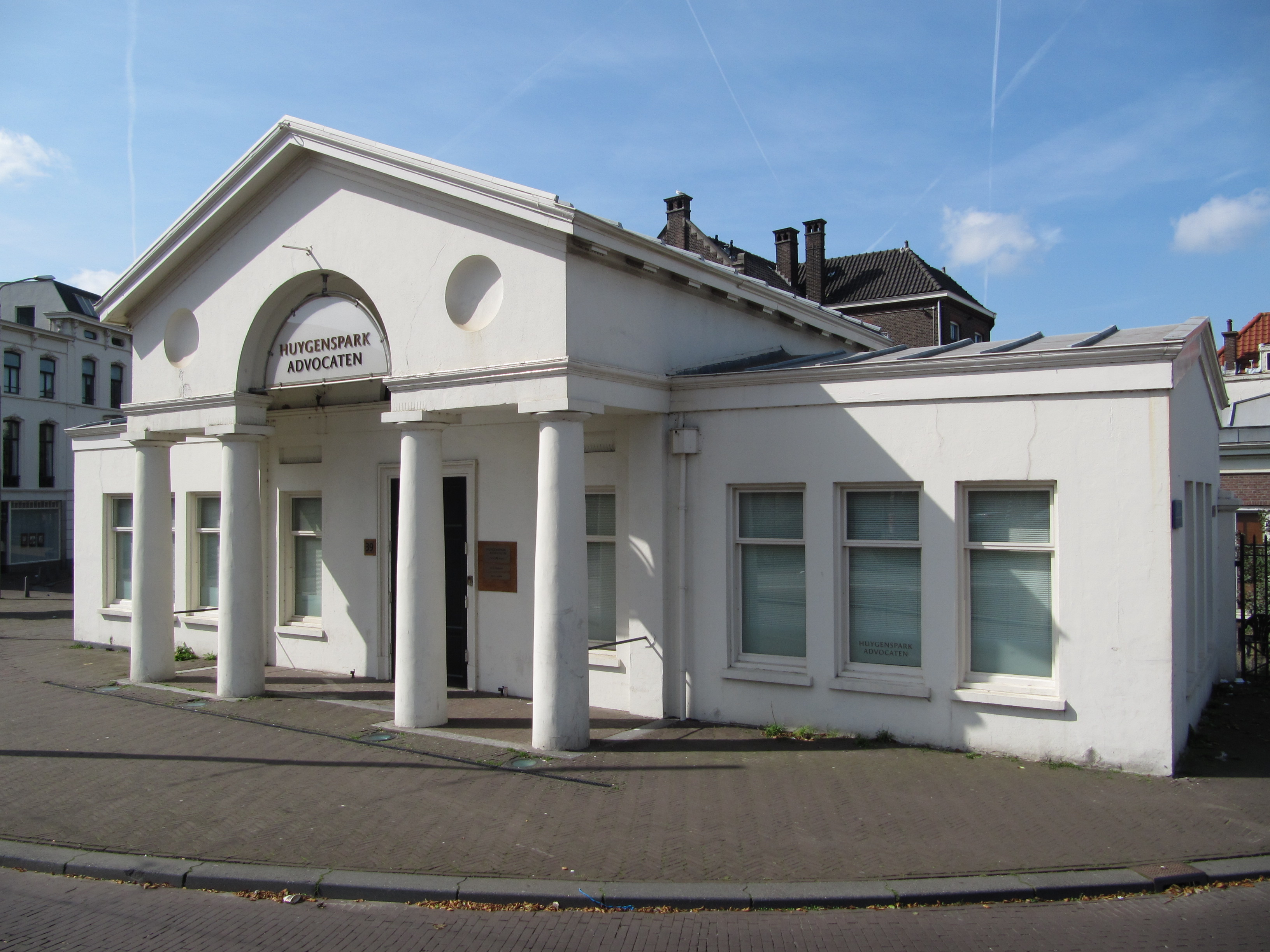
De situatie in 2010

## Het verdwenen Wachtje

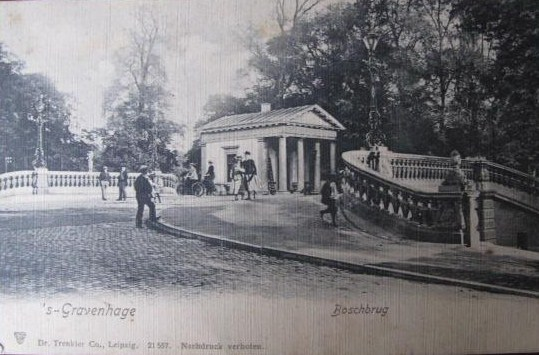
Wachtje bij de Bosbrug

In 1827/1828 bouwde Reyers in opdracht van koning Willem II een wachthuis bij de Bosbrug, langs de weg tussen het Korte Voorhout en het Malieveld. Ook dit gebouwtje werd Wachtje genoemd. Het bewaakte de noordelijke toegang tot de stad en bood onderdak aan een onderofficier, een korporaal en twintig manschappen. Het is deels zichtbaar op het schilderij Rijtuigen met wachtende koetsiers, dat Willem de Zwart eind 19e eeuw maakte. 
Dit gebouwtje had in vergelijking met het Wachtje aan het Rijswijkseplein nog in sterkere mate het uiterlijk van een Griekse tempel, door het gesloten fronton en de architraaf. Het raakte tijdens de Tweede Wereldoorlog, bij het bombardement op het Bezuidenhout, beschadigd en werd medio 1947 afgebroken. In 1879 ging de NRS stoomtram naar Scheveningen rechts langs het gebouw rijden. In 1924 werd de stoomtram vervangen door de Blauwe Tram  naar Leiden die daarbij de sporen van de Gele Tram naar Leiden kruiste. Beide tramlijnen zijn in 1961 opgeheven. Nadat het wachtje was verdwenen, kon de weg verbreed worden. Het stond waar nu de rijbanen richting Scheveningen zijn.